# Siège du Shirakawa-den
Rébellion de Hōgen
Le siège du palais de Shirakawa, un palais appartenant à l'empereur retiré Sutoku, constitue le principal affrontement de la rébellion de Hōgen.

## Déroulement
Le 28 juillet 1156 (10e jour du septième mois), les deux camps se font face à Kyōto. Du côté de Sutoku, Minamoto no Tametomo suggère une attaque nocturne du palais ennemi, mais Fujiwara no Yorinaga rejette cette stratégie. Dans l'autre camp, Minamoto no Yoshitomo conseille lui aussi une attaque nocturne, qui est, quant à elle, approuvée. Ainsi, durant la nuit du 29 juillet, Taira no Kiyomori et Yoshitomo conduisent 600 cavaliers à l'attaque du palais.
Kiyomori attaque la porte ouest, protégée par Minamoto no Tametomo et ses archers, qui parviennent à repousser les hommes de Kiyomori après de nombreux échanges d'archerie dans la nuit. À son tour, Yoshitomo attaque son frère, mais est également repoussé. Il suggère alors que le palais ennemi soit brûlé, ce qui est fait. Ne pouvant lutter à la fois contre les flammes et les forces de Go-Shirakawa, les samouraïs de Sutoku fuient, laissant la victoire aux alliés de Go-Shirakawa.
Fujiwara no Yorinaga, fils du régent Fujiwara no Tadazane, meurt au cours de la bataille et le palais est réduit en cendres.